# ミシシッピ州知事
ミシシッピ州知事は、アメリカ合衆国のミシシッピ州における知事。

## 準州時代の知事
現在のミシシッピ州に先行して、1798年から1817年まで存在したミシシッピ準州の知事は以下の通り。
| # | 氏名                           | 在任期間      | 在任期間       | 所属政党   |
| - | ------------------------------ | ------------- | -------------- | ---------- |
| 1 | ウィンスロップ・サージェント   | 1798年5月7日  | 1801年5月25日  | 連邦党     |
| 2 | ウィリアム・C・C・クライボーン | 1801年5月25日 | 1805年3月1日   | 民主共和党 |
| 3 | ロバート・ウィリアムズ         | 1805年3月1日  | 1809年3月7日   | 民主共和党 |
| 4 | デイヴィッド・ホームズ         | 1809年3月7日  | 1817年12月10日 | 民主共和党 |

## 歴代知事
| #  | 氏名                           | 在任期間       | 在任期間       | 所属政党   |
| -- | ------------------------------ | -------------- | -------------- | ---------- |
| 1  | デイヴィッド・ホームズ         | 1817年12月10日 | 1820年1月5日   | 民主党     |
| 2  | ジョージ・ポインデクスター     | 1820年1月5日   | 1822年1月7日   | 民主党     |
| 3  | ウォルター・リーク             | 1822年1月7日   | 1825年11月17日 | 民主党     |
| 4  | ジェラード・ブランドン         | 1825年11月17日 | 1826年1月7日   | 民主党     |
| 5  | デイヴィッド・ホームズ         | 1826年1月7日   | 1826年7月25日  | 民主党     |
| 6  | ジェラード・ブランドン         | 1826年7月25日  | 1832年1月9日   | 民主党     |
| 7  | エイブラム・スコット           | 1832年1月9日   | 1833年7月12日  | 民主党     |
| 8  | チャールズ・リンチ             | 1833年7月12日  | 1833年11月20日 | 民主党     |
| 9  | ハイラム・ランネルズ           | 1833年11月20日 | 1835年12月3日  | 民主党     |
| 10 | ジョン・クイットマン           | 1835年12月3日  | 1836年1月7日   | ホイッグ党 |
| 11 | チャールズ・リンチ             | 1836年1月7日   | 1838年1月8日   | 民主党     |
| 12 | アレグザンダー・マクナット     | 1838年1月8日   | 1842年1月10日  | 民主党     |
| 13 | ティルマン・タッカー           | 1842年1月10日  | 1844年1月10日  | 民主党     |
| 14 | アルバート・ブラウン           | 1844年1月10日  | 1848年1月10日  | 民主党     |
| 15 | ジョーゼフ・マシューズ         | 1848年1月10日  | 1850年1月10日  | 民主党     |
| 16 | ジョン・クイットマン           | 1850年1月10日  | 1851年2月3日   | 民主党     |
| 17 | ジョン・ガイオン               | 1851年2月3日   | 1851年11月4日  | 民主党     |
| 18 | ジェイムズ・ホイットフィールド | 1851年11月24日 | 1852年1月10日  | 民主党     |
| 19 | ヘンリー・フォート             | 1852年1月10日  | 1854年1月5日   | 北部民主党 |
| 20 | ジョン・ペッタス               | 1854年1月5日   | 1854年1月10日  | 民主党     |
| 21 | ジョン・マクリー               | 1854年1月10日  | 1857年11月16日 | 民主党     |
| 22 | ウィリアム・マクウィリー       | 1857年11月16日 | 1859年11月21日 | 民主党     |
| 23 | ジョン・ペッタス               | 1859年11月21日 | 1863年11月16日 | 民主党     |
| 24 | チャールズ・クラーク           | 1863年11月16日 | 1865年6月13日  | 民主党     |
| 25 | ウィリアム・シャーキー         | 1865年6月13日  | 1865年10月16日 | 民主党     |
| 26 | ベンジャミン・ハンプレイズ     | 1865年10月16日 | 1868年6月15日  | 民主党     |
| 27 | アデルバート・エイムズ         | 1868年6月15日  | 1870年3月10日  | 共和党     |
| 28 | ジェイムズ・アルコーン         | 1870年3月10日  | 1871年11月30日 | 共和党     |
| 29 | リッジリー・パワーズ           | 1871年11月30日 | 1874年1月4日   | 共和党     |
| 30 | アデルバート・エイムズ         | 1874年1月4日   | 1876年3月20日  | 共和党     |
| 31 | ジョン・ストーン               | 1876年3月20日  | 1882年1月9日   | 民主党     |
| 32 | ロバート・ロウリー             | 1882年1月9日   | 1890年1月13日  | 民主党     |
| 33 | ジョン・ストーン               | 1890年1月13日  | 1896年1月20日  | 民主党     |
| 34 | アンセルム・マクロウリン       | 1896年1月20日  | 1900年1月16日  | 民主党     |
| 35 | アンドリュー・ロンギノ         | 1900年1月16日  | 1904年1月19日  | 民主党     |
| 36 | ジェイムズ・ヴァーダマン       | 1904年1月19日  | 1908年1月21日  | 民主党     |
| 37 | エドモンド・ノエル             | 1908年1月21日  | 1912年1月16日  | 民主党     |
| 38 | アール・ブレワー               | 1912年1月16日  | 1916年1月18日  | 民主党     |
| 39 | セオドア・ビルボ               | 1916年1月18日  | 1920年1月18日  | 民主党     |
| 40 | リー・ラッセル                 | 1920年1月18日  | 1924年1月18日  | 民主党     |
| 41 | ヘンリー・ホイットフィールド   | 1924年1月18日  | 1927年3月18日  | 民主党     |
| 42 | デニス・マーフリー             | 1927年3月18日  | 1928年1月16日  | 民主党     |
| 43 | セオドア・ビルボ               | 1928年1月16日  | 1932年1月19日  | 民主党     |
| 44 | マーティン・セネット・コンナー | 1932年1月19日  | 1936年1月21日  | 民主党     |
| 45 | ヒュー・ホワイト               | 1936年1月21日  | 1940年1月16日  | 民主党     |
| 46 | ポール・ジョンソン             | 1940年1月16日  | 1943年12月26日 | 民主党     |
| 47 | デニス・マーフリー             | 1943年12月26日 | 1944年1月18日  | 民主党     |
| 48 | トマス・ベイリー               | 1944年1月18日  | 1946年11月2日  | 民主党     |
| 49 | フィールディング・ライト       | 1946年11月2日  | 1952年1月22日  | 民主党     |
| 50 | ヒュー・ホワイト               | 1952年1月22日  | 1956年1月17日  | 民主党     |
| 51 | ジェイムズ・コールマン         | 1956年1月17日  | 1960年1月19日  | 民主党     |
| 52 | ロス・バーネット               | 1960年1月19日  | 1964年1月21日  | 民主党     |
| 53 | ポール・ジョンソン             | 1964年1月21日  | 1968年1月16日  | 民主党     |
| 54 | ジョン・ベル・ウィリアムズ     | 1968年1月16日  | 1972年1月18日  | 民主党     |
| 55 | ウィリアム・ウォーラー         | 1972年1月18日  | 1976年1月20日  | 民主党     |
| 56 | クリフ・フィンチ               | 1976年1月20日  | 1980年1月22日  | 民主党     |
| 57 | ウィリアム・ウィンター         | 1980年1月22日  | 1984年1月10日  | 民主党     |
| 58 | ウィリアム・アライン           | 1984年1月10日  | 1988年1月12日  | 民主党     |
| 59 | レイ・メイバス                 | 1988年1月12日  | 1992年1月14日  | 民主党     |
| 60 | キーク・フォーダイス           | 1992年1月14日  | 2000年1月11日  | 共和党     |
| 61 | ロニー・マスグロウヴ           | 2000年1月11日  | 2004年1月13日  | 民主党     |
| 62 | ヘイリー・バーバー             | 2004年1月13日  | 2012年1月10日  | 共和党     |
| 63 | フィル・ブライアント           | 2012年1月10日  | 2020年1月14日  | 共和党     |
| 64 | テイト・リーヴス               | 2020年1月14日  | -              | 共和党     |